# تتسوزان ناگاتا
ناگاتا تتسوزان (به ژاپنی: 永田 鉄山، Nagata Tetsuzan) یک ژنرال در ارتش سلطنتی ژاپن بود. شهرت او به علت کشته شدن در حادثه آیزاوا در سال ۱۹۳۵ میلادی است. او رهبر جناح تُوسِی‌ها و مخالف جناح راه امپراتور بود.
در صبح روز ۱۲ اوت ۱۹۳۵ میلادی در حالیکه ناگاتا در محل کارش در ارتش مشغول صحبت با دو تن از ژنرال ها بود ناگهان مردی ارتشی وارد دفتر کار او شد و با شمشیر ارتشی به ناگاتا حمله کرد و شانهٔ او را با شمشیر برید. ناگاتا قصد فرار از دفترش را داشت که مرد از پشت شمشیر را در بدن او فرو کرد. بعد از افتادن ناگاتا نیز باز ضربهٔ دیگری بر او وارد کرد. قاتل سرهنگ دوم پیاده نظام، بنام آیزاوا سابورو از طرفداران جناح راه امپراتور بود و علت ترور ناگاتا را برکناری مورایاما تاکاجی و ماساکی جینسابرو (سردستهٔ جناح راه امپراتور) پس از حادثه آکادمی نظامی (کودتای نافرجام نوامبر ۱۹۳۴) اعلام کرد. آیزاوا، قاتل ناگاتا در ماه ژوئیه سال بعد اعدام شد. بعد از این حادثه تخاصم بین دو جناح شدت گرفت و منجر به کودتای نافرجام ۲۶ فوریه در سال بعد شد.